# Frente de Madrid
Frente de Madrid (1939), largometraje del director español Edgar Neville Romrée, rodado en Italia en doble versión.

## La película
Edgar Neville fue llamado por los Hermanos Bassoli de Roma para llevar a la pantalla su novela ambientada durante la guerra civil española y que se había publicado en Italia.   
El título de la versión italiana es Carmen fra  i Rossi y contaba prácticamente con el mismo equipo, a diferencia del protagonista principal, que en este último caso no era Rafael Rivelles sino Fosco Giachetti. 
La versión española del film se encuentra perdida, mientras que la italiana fue recuperada y mostrada en el XX Festival del Cinema Ritrovato de Bolonia, en  julio de 2006.